# Almócita
Almócita község Spanyolországban, Almería tartományban. Lakosainak száma 210 fő (2024).

## Földrajza
Almócita Beires, Dalías, Padules és Fondón községekkel határos.

## Népesség
A település lakosságának változását az alábbi diagram mutatja:
| Lakosok száma | 166  | 165  | 156  | 167  | 191  | 167  | 172  | 169  | 197  | 210  |
|               | 2001 | 2004 | 2006 | 2009 | 2011 | 2014 | 2016 | 2019 | 2021 | 2024 |